# كأس تونس لكرة السلة للرجال 2022–23
كأس تونس لكرة السلة للرجال 2022–23 هو الموسم رقم 65 من كأس تونس لكرة السلة للرجال.
فاز بهذا الموسم الاتحاد الرياضي المنستيري.

## روابط خارجية
- الموقع الرسمي للجامعة التونسية لكرة السلة.